# Phill Jupitus
Phillip Christopher Jupitus (født Swan; født 25. juni 1962) er en engelsk stand-up og impro-komiker, skuespiller, poet, tegneserietegner og podcaster. Jupitus var holdkaptajn i alle på nær ét afsnit af BBC Twos musikquiz Never Mind the Buzzcocks fra 1996-2015, og han har også optrådt som regelmæssig gæst i andre panelshows inklusive QI og BBC Radio 4's I'm Sorry I Haven't a Clue.